# جيم دوناهو
جيم دوناهو (بالإنجليزية: Jim Donahue)‏ هو لاعب كرة قاعدة أمريكي، ولد في 8 يناير 1862 في لوكبورت في الولايات المتحدة، وتوفي بنفس المكان في 19 أبريل 1935.

## وصلات خارجية
- جيم دوناهو على موقعبيزبول رفرنس.كوم (الدوري الرئيسي) (الإنجليزية)
- جيم دوناهو على موقعبيزبول رفرنس.كوم (الدوري الثانوي) (الإنجليزية)